# EU-Liste der nicht kooperativen Steuergebiete
Die EU-Liste der nicht kooperativen Steuergebiete (englisch EU-list of non-cooperative jurisdictions for tax purposes, auch: Schwarze EU-Liste der Steuerparadiese) wird von den Finanzministern der Mitgliedstaaten der Europäischen Union (EU) beschlossen.
Die erste derartige Schwarze Liste wurde am 5. Dezember 2017 von den Finanzministern der Mitgliedstaaten der Europäischen Union anlässlich einer Zusammenkunft in Brüssel beschlossen. In dieser ersten Liste wurden 17 Länder aufgelistet, die vereinbarten bzw. international weitgehend anerkannte Standards im Steuerbereich nicht einhalten. Die Liste dient der Bekämpfung von Steuerhinterziehung und -vermeidung. Dadurch soll die Europäische Union in die Lage versetzt werden, externen Angriffen auf die Steuerbemessungsgrundlagen der Mitgliedstaaten entschiedener entgegenzutreten und Maßnahmen gegen Drittstaaten einzuleiten, die sich fortwährend einer fairen Steuerpolitik verweigern.

## Geschichte
Im Mai 2016 billigten die EU-Finanzminister den in der externen Strategie festgelegten neuen Aufnahmeprozess. Sie einigten sich auf gemeinsame Kriterien zur Bewertung ausgewählter Länder. Im September 2016 hat die Kommission begonnen, 213 Länder durch mehr als 1600 verschiedene Indikatoren vorzuprüfen. Die Gruppe „Verhaltenskodex“, die aus Steuerfachleuten der Mitgliedstaaten im Rat besteht, wurde sodann im September 2016 ersucht, den Prozess zu betreuen und bis Ende 2017 eine erste EU-Liste vorzulegen.

## Ziele und Maßnahme
Für die Europäische Union ist dies eine der Maßnahmen, mit der sie erreichen will, dass international vereinbarten bzw. anerkannte Standards im Steuerbereich eingehalten werden. In weiterer Folge, dass Steuerumgehungen zu Lasten der Unionsmitgliedstaaten verhindert werden. Hierzu fordert die EU z. B. von Drittstaaten:
1. Transparenz und Einhaltung internationaler Standards,
2. faire Steuergesetze, -wettbewerb und -regelungen, und
3. Implementierung von BEPS sowie keine steuerliche Förderung von Briefkastengesellschaften oder anderen Steuerumgehungsstrukturen etc. mit denen Umgehungen möglich sind.[5]

EU-Mitgliedstaaten wurden im Vorhinein nicht für diese Liste bewertet, da diese Liste ein Instrument ist, das sich gegen externe Bedrohungen der nationalen Steuerbasis richtet und der Förderung des Dialogs und der Zusammenarbeit mit internationalen Partnern in Steuerfragen dient. Innerhalb der EU werden bereits verschiedene Instrumente eingesetzt, um zwischen den Unionsmitgliedstaaten eine faire und transparente Besteuerung zu gewährleisten, z. B. Maßnahmen gegen Steuermissbrauch, weitreichende Transparenzregeln oder Maßnahmen zur Bekämpfung der Steuervermeidung. Die Vorschläge der BEPS-Maßnahmen der OECD und der internationalen Transparenzstandards sind bereits in EU-Recht verankert.
Ab Juni 2019 treten strengere Transparenzkriterien in Kraft, die eine Neubewertung aller bereits geprüfter Staaten und Hoheitsgebiete erfordern, um sicherzustellen, dass sie in Einklang mit den EU und OECD-Regelungen stehen. Die EU-Zulassungskriterien werden auch in Zukunft nach Notwendigkeit aktualisiert.

## Prozess und Beteiligte
Die Idee dieser „Schwarzen Liste“ wurde von der Europäischen Kommission entwickelt und sodann von den Unionsmitgliedstaaten weiterverfolgt. Das Europäische Parlament unterstützt diese Maßnahmen sehr weitgehend. Bereits vor der Erstellung der Liste 2017 hat alleine die geplante Maßnahme zu einem aktiven Engagement vieler Länder geführt, um nicht in diese Liste aufgenommen zu werden. Der Prozess zur Aufnahme und Überwachung der Entwicklung von unkooperativen Steuergebieten in diese Liste baut auf vier Hauptstufen auf:
```
Auswahl (
Selecting
) – Prüfung (
Screening
) – Erstellung der Liste (
Listing
) – Überwachung (
Monitoring
).
```

### Vorauswahl
Durch die Anwendung von mehr als 1600 Indikatoren im September 2016 hat die Europäische Kommission 213 Staaten bzw. Hoheitsgebiete vorgeprüft. Am 14. September 2016 wurde ein Zusammenstellung (Scoreboard) dieser Ergebnisse der Voranalyse erstellt und den Experten der Unionsmitgliedstaaten zur Verfügung gestellt. In die Indikatoren flossen u. a. die steuerliche Transparenz, Stabilität der Finanzmärkte, Funktion der Gerichtsbarkeit, rechtliche und institutionelle Stabilität der Regierungen, bestimmte Risikofaktoren, Bestehen von Abkommen mit der EU, wirtschaftliche Beziehungen zur EU, ein. Aufgrund dieser Zusammenstellung hatten die Unionsmitgliedstaaten im weiteren Prozess eine Grundlage für die Entscheidung, welche Staaten näher untersucht werden sollen.

### Auswahl
Auf Grundlage der Vorprüfung der Europäischen Kommission wurden alle betroffenen Staaten eingeladen, um die Ergebnisse zu erklären und zur Zusammenarbeit. Mögliche Fehler und Ungenauigkeiten wurden in dieser Phase geklärt. Die 48 am wenigsten entwickelten Länder ohne Finanzzentren wurden automatisch von der weiteren Untersuchung ausgeschlossen. Anderen Entwicklungsländern ohne Finanzzentren wurde mehr Zeit eingeräumt, um Mängel zu beheben.

### Prüfung
Im November 2016 haben die Unionsmitgliedstaaten den Kriterien für die Auswahl zugestimmt. Experten der Unionsmitgliedstaaten bewerteten die Steuersysteme der ausgewählten 92 Staaten und Hoheitsgebiete. Bei 20 konnte eine Lösung schnell gefunden werden, 72 wurden um Behebung von Mängeln gebeten. Es fanden Dialoge, Treffen, Konferenzen etc. mit den Verantwortlichen der betroffenen Staaten bzw. Hoheitsgebieten statt. Von den 72 Staaten bzw. Hoheitsgebieten haben sich 47 sofort zur Mängelbehebung verpflichtet, bei acht wurde ein längerer Zeitraum hierzu vereinbart.
Zur folgenden Verbesserungen haben sich 2017 verpflichtet (Beispiele)
- Transparenzstandards: Armenien; Bosnien und Herzegowina; Botswana; Kap Verde; Sonderverwaltungszone Hongkong; Curacao; Fidschi; Ehemalige jugoslawische Republik Mazedonien; Jamaika; Jordanien; Malediven; Montenegro; Marokko; Neu-Kaledonien; Oman; Peru; Katar; Serbien; Eswatini; Republik China; Thailand; Vietnam.
- faire Besteuerung: Andorra; Armenien; Aruba; Belize; Botswana; Kap Verde; Cookinseln; Curacao; Fidschi; Sonderverwaltungszone Hongkong; Jordanien; Labuan-Insel; Liechtenstein; Malaysia; Malediven; Mauritius; Marokko; St. Vincent und die Grenadinen; San Marino; Seychellen; Schweiz; Republik China, Thailand, Türkei; Uruguay; Vietnam.
- Änderung substanzieller Anforderungen: Bermudas; Cayman-Inseln; Guernsey; Isle of Man; Jersey; Vanuatu.
- Anwendung der BEPS-Maßnahmen der OECD: Albanien; Armenien; Aruba; Bosnien und Herzegowina; Kap Verde; Cookinseln; Färöer-Inseln; Fidschi; Ehemalige jugoslawische Republik Mazedonien; Grönland; Jordanien; Malediven; Montenegro; Marokko; Nauru; Neu-Kaledonien; Niue; St. Vincent und die Grenadinen; Serbien; Eswatini; Republik China; Vanuatu.

Nur die Staaten bzw. Hoheitsgebiete die sich nicht zur Lösung der festgestellten Probleme verpflichtet haben, wurden in die EU-Liste der nicht kooperativen Steuergebiete aufgenommen, welche die Experten der Unionsmitgliedstaaten als einen ersten Entwurf für eine EU-Liste erarbeiteten und den EU-Finanzministern vorlegten.

### Erstellung der Liste
Am 5. Dezember erfolgte die Finalisierung der Liste der 17 Staaten, die sich nicht oder nicht in angemessener Zeit zur Lösung der festgestellten Probleme verpflichtet haben. Die betroffenen Staaten wurden von der Aufnahme in die EU-Liste der nicht kooperativen Steuergebiete verständigt.
In der Liste der unkooperativen Staaten 2017 sind angeführt: Amerikanisch-Samoa, Bahrain, Barbados, Grenada, Guam, Macau, Marshallinseln, Mongolei, Namibia, Palau, Panama, Saint Lucia, Samoa, Südkorea, Trinidad und Tobago, Tunesien, Vereinigte Arabische Emirate.
Ein Land bzw. Hoheitsgebiet wird von der Liste wieder gestrichen, sobald es sich bereit erklärt zu kooperieren und das Steuersystem vollständig in Einklang mit den erforderlichen Kriterien gebracht wurde.
Dies erfolgte erstmals bereits am 23. Januar 2018. Es wurden acht Hoheitsgebiete von der Liste gestrichen und auf die Graue Liste gesetzt, nachdem Verpflichtungen auf hoher politischer Ebene eingegangen wurden, um die Bedenken der EU auszuräumen (Barbados, Grenada, Macau, Mongolei, Panama, Südkorea, Tunesien und Vereinigte Arabische Emirate).
Am 13. März 2018 entfernte der Rat Bahrain, die Marshallinseln und St. Lucia von der Schwarzen Liste und setzte diese auf die Graue Liste und fügte die Bahamas, Sankt Kitts und Nevis sowie die U.S. Virgin Islands zur Schwarzen Liste hinzu. Am 25. Mai 2018 entfernt der Rat die Bahamas, St. Kitts und Nevis von der Schwarzen Liste und setzte diese auf die Graue Liste. Am 2. Oktober 2018 hat der Rat Palau von der Schwarzen Liste gestrichen und auf die Graue Liste gesetzt und festgestellt, dass Liechtenstein und Peru alle Verpflichtungen einhalten und daher diese von der Grauen Liste gestrichen. Zum 2. Oktober 2018 waren daher noch American Samoa, Guam, Namibia, Samoa, Trinidad and Tobago und die U.S. Virgin Islands auf der Schwarzen Liste angeführt.
Im März 2019 wurde die Liste nochmals überarbeitet. Nunmehr sind American Samoa, Aruba, Barbados, Belize, Bermuda, Dominica, Fidschi, Guam, Marshallinseln, Oman, Samoa, Trinidad and Tobago, U.S. Virgin Islands, Vanuatu  und die Vereinigten Arabischen Emirate auf bzw. wieder auf dieser EU-Liste der nicht kooperativen Steuergebiete angeführt.

### Überwachung
Die Überwachung ist ein fortlaufender dynamischer Prozess. Die EU-Liste der nicht kooperativen Steuergebiete wird mindestens einmal jährlich aktualisiert und je nach den Entwicklungen können die Mitgliedstaaten auch beschließen, noch mehr Länder zu prüfen. Ein erster Zwischenbericht soll bis Mitte 2018 veröffentlicht werden. Die Europäische Kommission und die Unionsmitgliedstaaten werden weiterhin alle Länder und Hoheitsgebiete genau beobachten, um sicherzustellen, dass die Verpflichtungen eingehalten werden.

## Abwehrmaßnahmen
Art und Umfang der Abwehrmaßnahmen, welche die Mitgliedstaaten im Steuerbereich anwenden, hängen weitgehend von ihren nationalen Steuersystemen ab. Dennoch besteht ein gewisses Maß an Koordinierung bei den zu ergreifenden Verwaltungsmaßnahmen und in der nationalen Gesetzgebung. Derzeit wenden 26 Mitgliedstaaten mindestens eine der vereinbarten Abwehrmaßnahmen an oder haben Schritte zu deren Anwendung unternommen. In Deutschland ist beispielsweise am 1. Juli 2021 das Steueroasen-Abwehrgesetz in Kraft getreten.
Konsequenzen in Form von abschreckenden Sanktionen und Maßnahmen sollen dazu führen, dass alle Staaten, die sich auf der EU-Liste der nicht kooperativen Steuergebiete befinden, daran interessiert sind, möglichst bald wieder als kooperativen Steuergebiete angesehen zu werden.
Beispiele:
- In Zukunft können EU-Mitteln im Rahmen des Europäischen Fonds für nachhaltige Entwicklung (EFSD), des Europäischen Fonds für strategische Investitionen (EFSI) und des Außenmandats (ELM) nicht mehr über Unternehmen in diesen aufgelisteten Ländern geleitet werden. Es sind nur noch Direktinvestitionen in diesen Ländern (d. h. die Finanzierung von Projekten vor Ort) erlaubt, um die Entwicklungs- und Nachhaltigkeitsziele weiter zu ermöglichen.
- Es werden strengere Berichtspflichten für multinationale Unternehmen mit Tätigkeiten in börsennotierten Ländern gefordert.
- Im Rahmen der Transparenzanforderungen für Intermediäre werden Finanzierungswege, die durch ein gelistetes Land geleitet werden, automatisch den Steuerbehörden gemeldet.
- Die Unionsmitgliedstaaten können sich auch auf koordinierte Sanktionen einigen, die auf nationaler Ebene gegen einen gelisteten Staat oder Hoheitsgebiet gelten. Dies können z. B. sein: wie verstärkte Überwachung und Audits, Quellensteuern, besondere Dokumentationsanforderungen und Missbrauchsbekämpfungsbestimmungen.[3]

## Abgrenzung zu ähnlichen Listen
Ähnliche „Schwarze Listen“ existieren bereits. Eine von der OECD veröffentlichte Liste konzentrierte sich auf Länder, die die internationalen Transparenzstandards nicht erfüllten, wie dies von der G20 gefordert wird. Die EU-Liste umfasst diesbezüglich mehr Kriterien (z. B. neben der Transparenz auch die Verpflichtung zu einer fairen Besteuerung, die Einhaltung der BEPS-Standards und die Höhe der Besteuerung, dass keine „Briefkastengesellschaft“ etc. gefördert oder unterstützt werden).
Die im Juni 2015 von der Europäischen Kommission veröffentlichte Pan-EU-Liste ist eine Zusammenfassung von sehr unterschiedlichen, teilweise unvollständigen nationalen Listen der Unionsmitgliedstaaten, während die neue EU-Liste der nicht kooperativen Steuergebiete ein vollständig koordiniertes EU-Projekt darstellt. Es wurde auf EU-Ebene konzipiert, entwickelt und wird auch hier verwaltet. Die Kriterien und der Prozess sind einheitlich von den EU-Finanzministern im ECOFIN-Rat vereinbart, und die Unionsmitgliedstaaten arbeiteten zusammen, um ausgewählte Länder zu prüfen und zu entscheiden, welche aufgelistet werden sollten. Die endgültige EU-Liste wurde von den Mitgliedstaaten im Rat einstimmig gebilligt. Die Pan-EU-Liste ist somit ein Vorläufer der EU-Liste der nicht kooperativen Steuergebiete.
Die Liste zur Bekämpfung der Geldwäsche (AML) konzentriert sich auf Länder mit unzureichenden Vorschriften zur Bekämpfung der Geldwäsche und der Terrorismusfinanzierung. Darin wird vor allem auf die Kriterien der Financial Action Task Force on Money Laundering (FATF) im Umgang mit Ländern abgestellt, die international vereinbarte Anti-Geldwäsche-Standards nicht umgesetzt haben oder einhalten. Banken sind verpflichtet, die Finanzströme in diese Staaten bzw. Hoheitsgebiete mit einer höheren Sorgfaltspflicht zu kontrollieren. Die EU-Liste der nicht kooperativen Steuergebiete und die Liste zur Bekämpfung der Geldwäsche ergänzen sich gegenseitig und schützen den Binnenmarkt in doppelter Hinsicht vor externen Good-Governance-Risiken.